# Thomas Moldestad
Thomas Moldestad (ur. 1 marca 1976 w Bergen) – norweski scenarzysta filmowy. Od 2002 absolwent wyższej szkoły filmowej w Lillehammer (norw. Den norske filmskolen).
Wraz z Siv Rajendram otrzymał norweską nagrodę Amandę (norw. Amandaprisen) za scenariusz do filmu Varg Veum – Bitre blomster (2007).

## Filmografia
- 2010: Varg Veum II − Skriften på veggen
- 2009: Julenatt i Blåfjell
- 2008: Varg Veum − Falne engler
- 2008: Hotel zła II (Fritt vilt II)
- 2007: Varg Veum − Bitre blomster
- 2006: Hotel zła (Fritt vilt)
- 2006: Gdzie dwóch się bije (Kalde føtter)
- 2005: Ønskebrønnen
- 2005: Loop
- 2003: Cirkus